# Campeonato Mundial de Ginástica Artística de 1999 - Resultados masculinos
Os resultados masculinos no Campeonato Mundial de Ginástica Artística de 1999 somaram 24 medalhas nas oito provas disputadas.

## Resultados

### Equipes
Finais
| Pos.              | País           | Pts     |
| ----------------- | -------------- | ------- |
| Medalha de ouro   | China          | 230,395 |
| Medalha de prata  | Rússia         | 228,145 |
| Medalha de bronze | Bielorrússia   | 227,631 |
| 4                 | Japão          | 225,908 |
| 5                 | Coreia do Sul  | 225,870 |
| 6                 | Estados Unidos | 225,196 |

### Individual geral
Finais
| Pos.              | Ginasta        | País                 | Pontos |
| ----------------- | -------------- | -------------------- | ------ |
| Medalha de ouro   | Rússia         | Nikolay Krukov       | 57,485 |
| Medalha de prata  | Japão          | Naoya Tsukahara      | 57,337 |
| Medalha de bronze | Bulgária       | Jordan Jovtchev      | 57,212 |
| 4                 | Estados Unidos | Blaine Wilson        | 57,211 |
| 5                 | China          | Lu Yufu              | 57,086 |
| 6                 | Rússia         | Alexei Nemov         | 56,973 |
| 7                 | Coreia do Sul  | Lee Joo-Hyung        | 56,836 |
| 8                 | Ucrânia        | Olexandr Beresh      | 56,786 |
| 9                 | Ucrânia        | Roman Zozulia        | 56,773 |
| 10                | Rússia         | Alexei Bondarenko    | 56,737 |
| 11                | China          | Huang Xu             | 56,660 |
| 12                | China          | Yang Wei             | 56,573 |
| 13                | Alemanha       | Andreas Wecker       | 56,373 |
| 14                | França         | Florent Meree        | 56,062 |
| 15                | Japão          | Yoshiro Saito        | 56,000 |
| 16                | Ucrânia        | Olexandr Svetlichnyi | 55,836 |
| 17                | Japão          | Akihiro Kasamatsu    | 55,787 |
| 18                | França         | Yann Cucherat        | 55,624 |
| 19                | Espanha        | Jesus Carballo       | 55,537 |
| 20                | Hungria        | Zoltan Supola        | 55,535 |
| 21                | Roménia        | Dorin Petcu          | 55,325 |
| 22                | Espanha        | Omar Cortes          | 55,212 |
| 23                | Roménia        | Floretin Pescaru     | 55,123 |
| 24                | Alemanha       | Jan-Peter Nikiferow  | 54,824 |

| Pos.              | País         | Ginasta              | Pts   |
| ----------------- | ------------ | -------------------- | ----- |
| Medalha de ouro   | Rússia       | Alexei Nemov         | 9,787 |
| Medalha de prata  | Espanha      | Gervasio Deferr      | 9,750 |
| Medalha de bronze | China        | Aowei Xing           | 9,737 |
| 4                 | Bielorrússia | Vitaly Roudnitski    | 9,637 |
| 4                 | Grécia       | Ioannis Melissanidis | 9,637 |
| 4                 | China        | Yang Wei             | 9,637 |
| 7                 | França       | Dmitri Karbanenko    | 9,600 |
| 8                 | Rússia       | Alexei Bondarenko    | 8,637 |

| Pos.              | País          | Ginasta          | Pts   |
| ----------------- | ------------- | ---------------- | ----- |
| Medalha de ouro   | Rússia        | Alexei Nemov     | 9,775 |
| Medalha de prata  | Roménia       | Marius Urzica    | 9,762 |
| Medalha de bronze | Rússia        | Nikolai Krukov   | 9,750 |
| 4                 | Ucrânia       | Alexander Beresh | 9,725 |
| 5                 | Alemanha      | Andreas Wecker   | 9,712 |
| 6                 | Alemanha      | Valery Belenky   | 9,700 |
| 7                 | China         | Aowei Xing       | 9,662 |
| 8                 | Coreia do Sul | Lee Jang-Hyung   | 9,650 |

| Pos.              | País     | Ginasta              | Pts   |
| ----------------- | -------- | -------------------- | ----- |
| Medalha de ouro   | China    | Dong Zhen            | 9,775 |
| Medalha de prata  | Hungria  | Szilveszter Csollany | 9,737 |
| Medalha de bronze | Grécia   | Dimosthenis Tampakos | 9,712 |
| 4                 | Bulgária | Jordan Jovtchev      | 9,675 |
| 5                 | Itália   | Andrea Coppolino     | 9,673 |
| 6                 | Espanha  | Jesus Carballo       | 9,625 |
| 7                 | Itália   | Roberto Galli        | 9,562 |
| 7                 | Japão    | Yoshiro Saito        | 9,562 |

| Pos.              | País        | Ginasta              | Pts   |
| ----------------- | ----------- | -------------------- | ----- |
| Medalha de ouro   | China       | Li Xiaopeng          | 9,668 |
| Medalha de prata  | Letônia     | Evgeni Sapronenko    | 9,656 |
| Medalha de bronze | Suíça       | Dieter Rehm          | 9,486 |
| 4                 | Roménia     | Marian Dragulescu    | 9,174 |
| 5                 | Cazaquistão | Sergei Fedorchenko   | 9,043 |
| 6                 | Alemanha    | Rene Tschernitschek  | 8,925 |
| 7                 | Grécia      | Ioannis Melissanidis | 8,606 |
| 8                 | China       | Yang Wei             | 8,281 |

| Pos.             | País            | Ginasta           | Pts   |
| ---------------- | --------------- | ----------------- | ----- |
| Medalha de ouro  | Coreia do Sul   | Lee Joo-Hyung     | 9,750 |
| Medalha de prata | Rússia          | Alexei Bondarenko | 9,675 |
| Medalha de prata | Japão           | Naoya Tsukahara   | 9,675 |
| 4                | Rússia          | Nikolai Krukov    | 9,625 |
| 5                | Coreia do Sul   | Jung Jin-Soo      | 9,187 |
| 6                | China           | Li Xiaopeng       | 9,137 |
| 7                | China           | Aowei Xing        | 9,075 |
| 8                | Coreia do Norte | Jong U Chol       | 8,975 |

| Pos.              | País          | Ginasta           | Pts   |
| ----------------- | ------------- | ----------------- | ----- |
| Medalha de ouro   | Espanha       | Jesus Carballo    | 9,762 |
| Medalha de prata  | Canadá        | Alexander Jeltkov | 9,700 |
| Medalha de bronze | China         | Yang Wei          | 9,612 |
| 4                 | Japão         | Yoshiro Saito     | 9,587 |
| 5                 | Cuba          | Lazaro Lamelas    | 9,200 |
| 6                 | Espanha       | Omar Cortes       | 9,087 |
| 7                 | Coreia do Sul | Lee Joo-Hyung     | 8,925 |
| 8                 | Roménia       | Marian Dragulescu | 8,762 |